# زایتوو (شهرستان آئورگازینسکی، باشقیرستان)
زایتوو (به لاتین: Zaitovo) یک منطقهٔ مسکونی در روسیه است که در باشقیرستان واقع شده‌است.